# Гизела (дочь Лотаря II)
Гизела (Гисла; лат. Gisela или Gisla; между 860 и 865 год — между 21 мая и 26 октября 907 год) — сначала супруга правителя Фризии (882—885), затем аббатиса Нивельского и Фосского монастырей.

## Биография
Гизела родилась в первой половине 860-х годов. Она была внебрачной дочерью короля Лотарингии Лотаря II и его конкубины Вальдрады. Её братом был Гуго, а сёстрами — Берта и Эрменгарда.
Несмотря на все усилия Лотаря II развестись со своей женой Теутбергой и жениться на Вальдраде, из-за сильного противодействия его противников (в первую очередь духовенства во главе с папой римским Николаем I) ему это так и не удалось. Всё, что он смог сделать для своего единственного сына Гуго — передать тому в управление Эльзасское герцогство. Лотарь II умер в 869 году; возможно, вскоре после того скончалась и ушедшая в Ремирмонское аббатство Вальдрада.
Первые свидетельства о Гизеле в современных ей исторических источниках относятся к 882 году. Тогда после неудачной осады восточными франками укреплённого лагеря викингов в Асселе император Карл III Толстый был вынужден заключить мир с конунгом Годфридом. В том числе, по условиям мирного соглашения Годфрид получил на правах императорского вассала Фризию и женился на Гизеле. Предполагается, что благодаря этому браку Карл III Толстый намеревался заручиться поддержкой такого известного военачальника как Годфрид, а также усилить своё войско отрядами норманнских наёмников. Как об одном из важнейших событий того времени об этом браке сообщалось в ряде франкских анналов: в «Фульдских анналах», «Ведастинских анналах» и хронике Регино Прюмского. Женитьба Годфрида и Гизелы — единственный достоверно подтверждённый брачный союз между предводителем викингов и представительницей династии Каролингов.

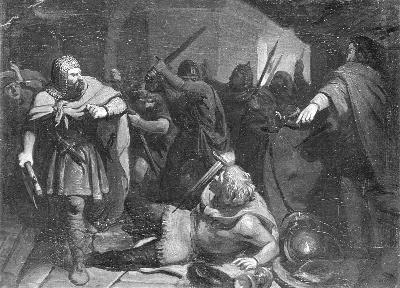
Я. ван Дийк. Убийство Годфрида Фризского.
Амстердамский исторический музей

Однако уже в мае или июне 885 года Годфрид Фризский, совместно со своим шурином Гуго Эльзасским начавший подготовку к мятежу против Карла III Толстого, был на острове Бетуве убит по приказу императора Генрихом Нейстрийским. По свидетельству Регино Прюмского, Гизела сопровождала мужа в этой поездке, но незадолго до убийства под благовидным предлогом была от него удалена архиепископом Кёльна Виллибертом.
Чтобы избежать мести приближённых своего погибшего мужа, Гизела в том же году приняла духовный сан. Благодаря родственным связям с Каролингами, вскоре она была назначена аббатисой Нивельского и Фосского монастырей: первого из них — в 887 году. Известны дарственные хартии, данные по просьбе Гизелы возглавляемым ею обителям в 896 и 897 годах королём Лотарингии Цвентибольдом и в 907 году правителем Западно-Франкского государства Карлом III Простоватым.
Гизела умерла в 907 году: в документе от 21 мая 907 года она упоминалась как ещё живая, а в документе от 26 октября о ней сообщалось как об уже умершей. Вероятно, её брак с Годфридом Фризским был бездетным.